# Couscous aux œufs et aux amandes
Le couscous aux œufs et aux amandes (en arabe marocain : كسكسو بالبيض واللوز) est un plat originaire de la ville de Rabat préparé à base de semoule de blé dur et de viande ovine et décoré à la tfaya (une confiture d’oignons aux raisins secs caramélisée au miel, à la cannelle et à l'eau de la fleur d'oranger), aux amandes frites et aux œufs bouillis. C'est une variante du couscous marocain.

## Plat des occasions
Ce plat typique est préparé exclusivement pour trois occasions :
- à la cérémonie d'apprentissage complet du Saint Coran par l'enfant (al-Hadqa)[3] ;
- à l'arrivée des pèlerins de la Mecque (dekhla del Hejaj) ;
- à l'arrivée à terme du délai de viduité de la veuve (leghsil men haqq Allah).

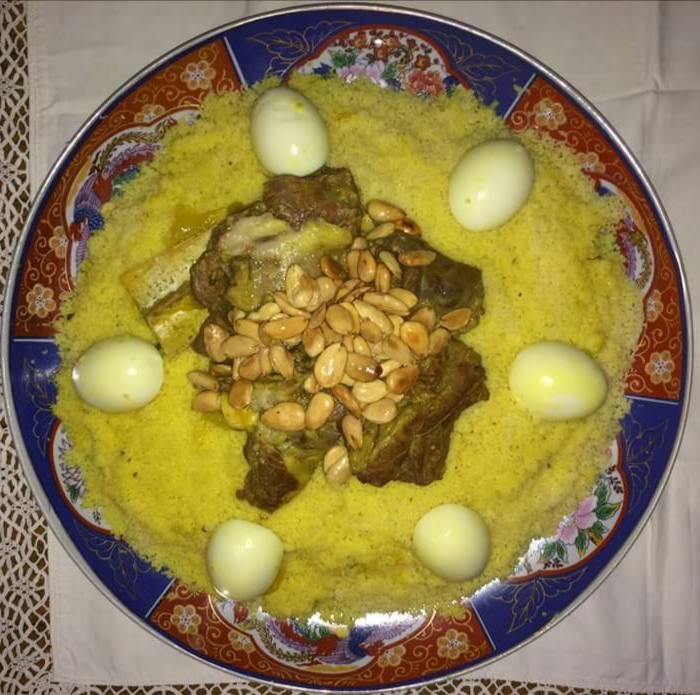
Couscous amandes et œufs.

Le même plat est préparé avec la tfaya pour deux autres cérémonies :
- le soir de l'Aid-el-Kébir chez certaines familles anciennes de Rabat (avec l'épaule gauche du mouton) ;
- au soir de la veille du mariage chez la famille du mari, dont la coutume interdit aux mariés de le goûter (Kseksou del hlala).

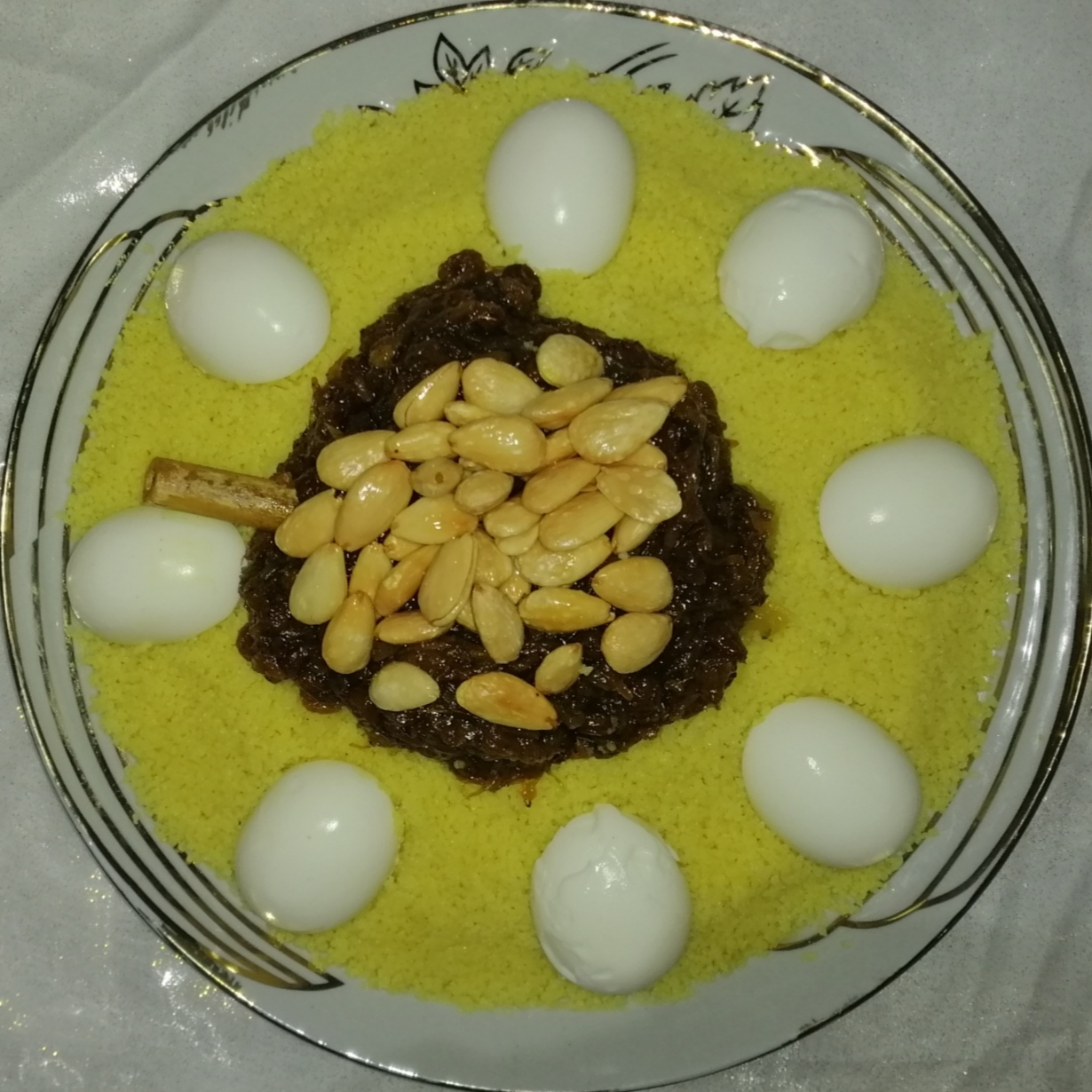
Couscous aux œufs et aux amandes (Kseksou bel beid wa louz) typique de Rabat.

La couronne est faite d'œufs qui symbolisent la purification spirituelle des personnes en l'honneur desquelles le couscous est préparé.